# Credit River (Minnesota)
Der Credit River ist ein 35 km langer Nebenfluss des Minnesota River im Süden der Metropolregion Minneapolis–Saint Paul in Minnesota in den Vereinigten Staaten.
Über den Minnesota River ist er Teil des Einzugsgebietes des Mississippi River und entwässert eine Fläche von 120 km² in einem halburbanen Gebiet. Der Fluss verläuft auf seiner gesamten Länge im Osten des Scott Countys; seine Zuflüsse entwässern auch einen Teil des Westens des Dakota Countys.
Der Credit River hat seinen Ursprung in einem kleinen See in der Stadt Elko New Market im Südosten des Scott Countys und fließt stets nordwärts durch die Townships New Market Township und Credit River, sowie die Stadt Savage.
Südlich davon mündet er in den Minnesota River, etwa 22 km südsüdwestlich des Zentrums von Minneapolis.
Die Staatsregierung von Minnesota hat 2004 die Wasserqualität des Credit Rivers als „durch Trübung beeinträchtigt“ klassifiziert.